# Vitronura giselae
Vitronura giselae is een springstaartensoort uit de familie van de Neanuridae. De wetenschappelijke naam van de soort is voor het eerst geldig gepubliceerd in 1950 door Gisin.